# Beatrice Pereira de Alvim
Beatrice Pereira de Alvim (1380 – Lisbona, 1412) è stata una nobildonna portoghese.

## Biografia
Era l'unica figlia superstite di Nuno Álvares Pereira, e di sua moglie, Leonor de Alvim. Aveva due fratelli ma morirono durante l'infanzia rendendola unica erede della fortuna del padre.
Alla morte del padre ereditò il titolo di al contessa di Arraiolos, Barcelos e Ourém, e una delle più grandi fortune dell'intera penisola iberica.

## Matrimonio
Sposò, il 1 novembre 1401, Alfonso I di Braganza, figlio illegittimo del re Giovanni I e di Inês Pires Esteves. Da questa unione nacque il casato di Braganza che diventerà la casa regnante del Portogallo a partire dal 1640. La coppia ebbe tre figli:
- Alfonso (1402-1460), conte de Ourém e marchese di Valença;
- Fernando (1403-1478), che diventò secondo Duca di Bragança
- Isabella (1405-1465), che sposò lo zio Giovanni, conte di Aveiro e futuro Connestabile del Portogallo